# Nouvelle Détente
 (août 2012).
Si vous disposez d'ouvrages ou d'articles de référence ou si vous connaissez des sites web de qualité traitant du thème abordé ici, merci de compléter l'article en donnant les références utiles à sa vérifiabilité et en les liant à la section « Notes et références ».

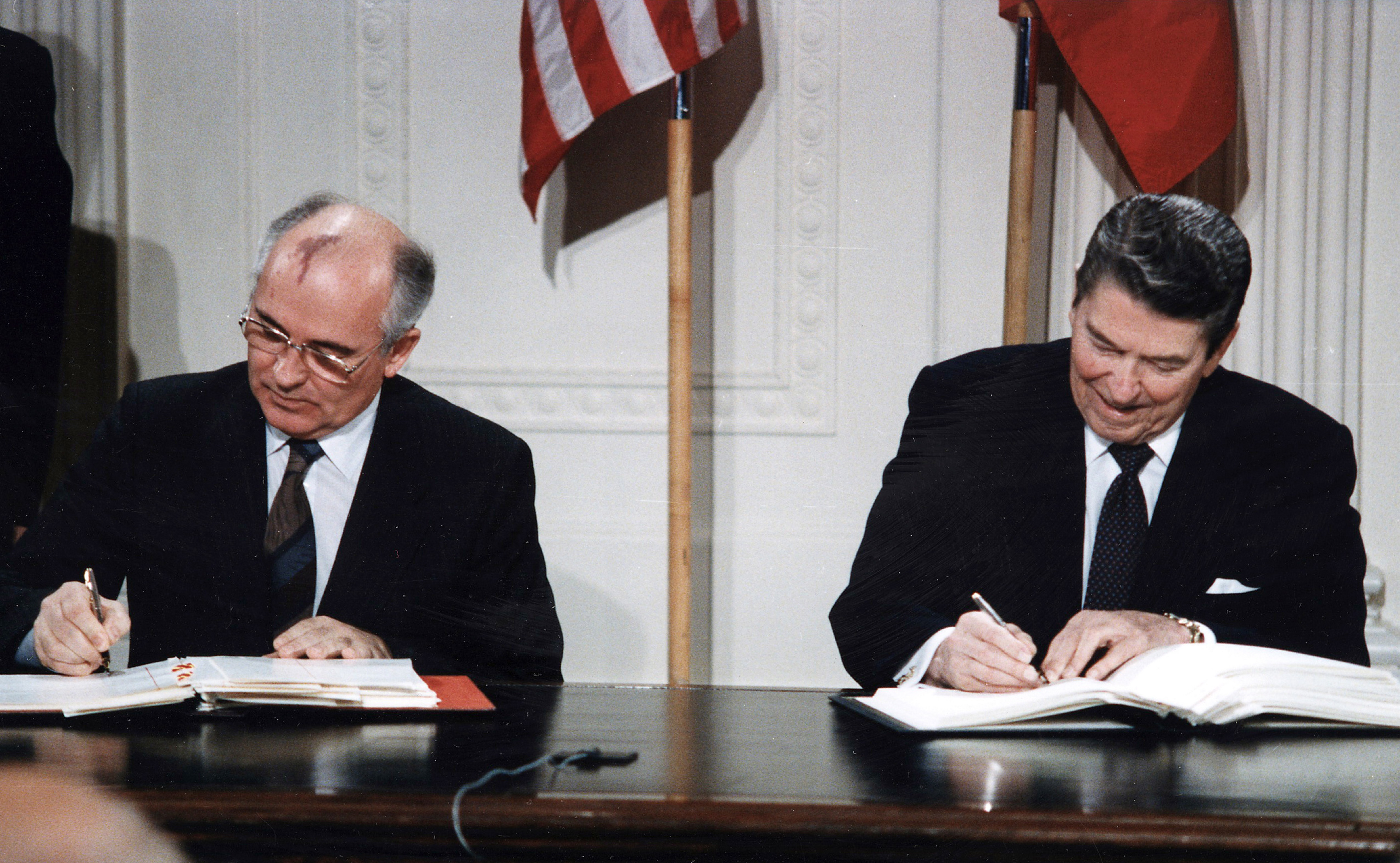
8 décembre 1987 : Gorbatchev et Reagan signent le Traité sur les forces nucléaires à portée intermédiaire.

La Nouvelle Détente est la période de la Guerre froide marquée par l'arrivée de Mikhaïl Gorbatchev à la tête du Parti communiste de l'Union soviétique (PCUS) en 1985, ce qui change radicalement les relations internationales notamment pour l’armement nucléaire. Cette nouvelle période de détente, qui succède à celle dite de la Guerre fraîche, a permis la résolution de plusieurs conflits, ce qui conduit à l'apogée de l'ONU.
Inattendue, la nouvelle politique de Mikhaïl Gorbatchev conduit à l'éclatement de l'URSS et du Bloc communiste. Un souffle nouveau de démocratie gagne la majorité du tiers monde, les régimes communistes sont tombés : c'est la fin de la guerre froide.

## Origines

### La politique de Gorbatchev
Durant la direction de Léonid Brejnev et ses deux éphémères successeurs, Youri Andropov et Konstantin Tchernenko, l'URSS se trouve dans une profonde difficulté socio-économique et est une dictature.
Conscient de la gravité de cette situation Gorbatchev présente une solution pour la reconstruction et le redressement de son pays: une politique de réforme après 20 ans d'immobilisme. Ces réformes conduisent à  la Perestroïka (une reforme radicale dans tous les domaines qui exige une coopération avec l'Ouest), elle permet la libéralisation partielle de la propriété privée et la création des entreprises par des particuliers, ce qui va à l'encontre de l'idéologie défendue par le PCUS.
Renforcé par le Glasnost (la transparence) c'est-à-dire la levée partielle du contrôle de l'État sur la presse, la Perestroïka favorise une démocratisation du parti politique (pluralisme idéologique, multipartisme), c'est une révolution culturelle.
Gorbatchev souhaite une détente vers l'Ouest pour mettre fin à la Guerre froide et concentrer ses efforts sur la modernisation de l'URSS. Cette nouvelle doctrine internationale est théorisée en 1987 par le dirigeant soviétique sous le nom de nouvelle pensée politique.
La politique de Gorbatchev est très populaire auprès du peuple mais  pas au sein du PCUS. Le peuple va s'apercevoir que la politique de réforme est un échec, car les magasins sont vides, les Pays du bloc soviétique se détachent de l'URSS. L'échec conduit à la fin du PCUS et du bloc soviétique. Gorbatchev démissionne le 25 décembre 1991 et l'URSS disparaît le lendemain.

### Les politiques de Reagan (favorable à la perestroïka)
Le président des États-Unis, Ronald Reagan, répond favorablement à la perestroïka pour différentes raisons :
- Les États-Unis sont encore en difficulté économique. Cette situation demande une réduction de dépense sur les armements (le projet Guerre des étoiles du président Reagan est très coûteux)
- L'affaire Irangate complique la position de Reagan
- Reagan veut attacher son nom à un grand traité de paix avec l'URSS

## Réalités
- Retour du dialogue et des négociations Est-Ouest.
- Fin des conflits périphériques.

### Reprise des dialogues Est-Ouest
- 1987: Accord de Genève, négociation sur la limitation des armements.
- Décembre 1987: Traité de Washington ou traité sur les FNI sur les destructions des missiles intermédiaires installés en Europe (Euromissile).
- Visite des chefs d'État (Gorbatchev aux États-Unis puis Bush à l'URSS)
- Décembre 1989: Accord de Malte (réduction de 50 % des armements stratégiques)

### Les autres signes de la nouvelle détente

#### L'initiative soviétique
- L'URSS décide de retirer ses troupes de l'Afghanistan (1989).
- L'URSS pousse les Vietnamiens à évacuer le Cambodge.

#### Fin  des conflits périphériques
Les rivaux des différents conflits ne peuvent plus compter sur l'antagonisme des deux grands pour trouver des soutiens. 
Exemples:
- Sous l'égide de l'ONU, le conflit entre l'Iran et l'Irak trouve sa fin.
- Retrait de l'armée cubaine de l'Angola.

- Indépendance de la Namibie en 1990. Des dialogues s'ouvrent entre l'ANC et le parti au pouvoir en Afrique du Sud.

- Ouverture des négociations entre le Tchad et la Libye, entre la Grèce et la Turquie.

#### Réunification de l'Allemagne
- La chute du mur de Berlin le 9 novembre 1989 aboutit à la réunification des deux États allemands en octobre 1990.